# (6336) Dodo
(6336) Dodo ist ein Asteroid des Hauptgürtels, der am 21. Oktober 1992 vom japanischen Astronomen Satoru Ōtomo an der Sternwarte in Kiyosato (IAU-Code 894) in der Präfektur Yamanashi entdeckt wurde. 
Benannt wurde er am 28. Juli 1999 nach dem Dodo, einem ausgestorbenen, flugunfähigen Vogel der Insel Mauritius.